# 帕西·库伊瓦莱宁
帕西·库伊瓦莱宁（芬蘭語：Pasi Kuivalainen，1974年3月22日—），芬兰男子冰球运动员，场上位置是守门员。他曾入选1994年冬季奥林匹克运动会芬兰男子冰球队名单，但并未上场参赛。